# ديكسي مكارثر
ديكسي مكارثر (بالإنجليزية: Dixie McArthur)‏ هو لاعب كرة قاعدة أمريكي، ولد في 1 فبراير 1892 في فيرنون في الولايات المتحدة، وتوفي في 31 مايو 1986 في ويست بوينت في الولايات المتحدة.

## وصلات خارجية
- ديكسي مكارثر على موقعبيزبول رفرنس.كوم (الدوري الرئيسي) (الإنجليزية)
- ديكسي مكارثر على موقعبيزبول رفرنس.كوم (الدوري الثانوي) (الإنجليزية)